# Dryopteris championii
Dryopteris championii là một loài thực vật có mạch trong họ Dryopteridaceae. Loài này được (Benth.) C. Chr. ex Ching miêu tả khoa học đầu tiên năm 1931.